# Miriani Griselda Pastoriza

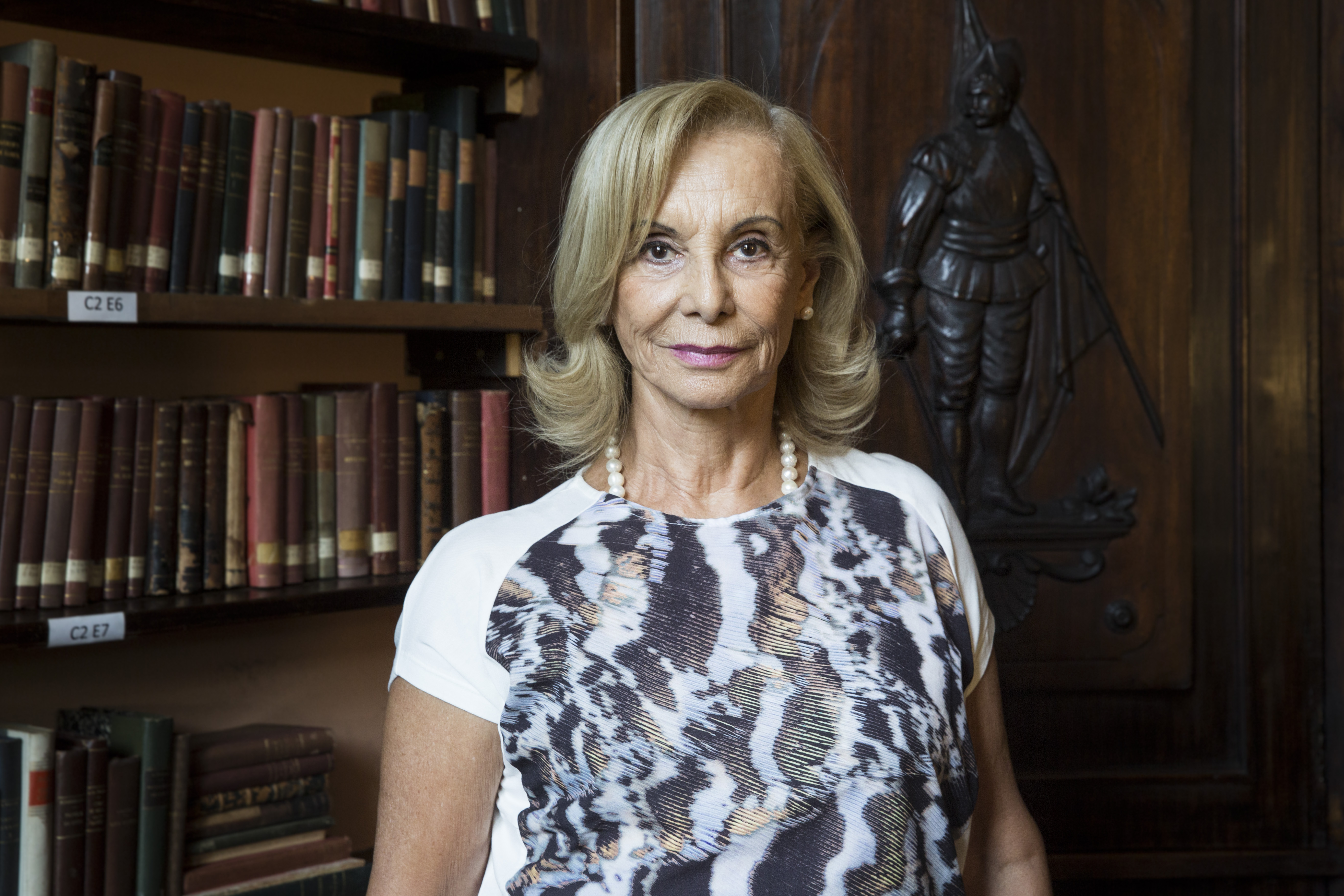
Miriani Pastoriza

Miriani Griselda Pastoriza  (* 24. Dezember 1939 in Loreto, Santiago del Estero, Argentinien) ist eine argentinisch-brasilianische Astrophysikerin und Hochschullehrerin. Sie ist Professorin für Physik und Astronomie an der Universidade Federal do Rio Grande do Sul und Gründerin der Abteilung für Astronomie an der Bundesuniversität von Rio Grande do Sul. Sie war die erste Frau, die einen Abschluss in Astronomie an der Nationalen Universität Córdoba machte.

## Leben und Werk
Pastoriza ist die jüngste von vier Schwestern. Sie besuchte die Francisco de Uriarte-Schule und machte 1958 ihren Abschluss als Lehrerin an der Escuela Nacional Manuel Belgrano. 1965 schloss sie als erste Astronomin ihr Studium der Astronomie am Institut für Mathematik, Astronomie und Physik der Nationalen Universität Córdoba mit einem Bachelor-Abschluss ab. Sie absolvierte 1968 mit einem Stipendium des CONICET ein einjähriges Praktikum am Stewart Observatory der University of Arizona und am Department of Astronomy der University of Texas.
1973 promovierte sie bei José Luis Sérsic an der Nationalen Universität von Córdoba mit der Dissertation: Espectrofotometría y morfología de galaxias con núcleo peculiar: Estudio de NGC 1097, NGC 1672, NGC 1808, NGC 2997, NGC 5236 y NGC 7552 (Spectrophotometry and morphology of galaxies with peculiar nuclei: Study of NGC 1097, NGC 1672, NGC 1808, NGC 2997, NGC 5236 and NGC 7552). Es war landesweit die zweite Promotion einer Frau.
Im April 1976, einen Monat nach dem Putsch der Militärdiktatur, wurde Pastoriza auf eine Liste vermeintlich gefährlicher Personen in Argentinien gesetzt. Daher waren die Universitätsbehörden gezwungen, ihr ihren Lehrauftrag zu entziehen, und sie konnte an keiner anderen Universität im Land eingestellt werden. Daher zog sie nach Santiago del Estero, wo sie ihren Lebensunterhalt mit der Ausbildung von Ingenieursstudenten verdiente. 1978 wurde ihr Mann nach anderthalbjähriger Entführung freigelassen und sie begleitete ihn nach Porto Alegre in Brasilien.
Sie nahm dort die Einladung des Direktors des Physikalischen Instituts der Bundesuniversität Rio Grande do Sul an, die Astrophysik-Forschungsgruppe zu leiten. Sie wurde 1985 ordentliche Professorin. 1985 war sie Gastforscherin am Instituto de Astrofísica de Canarias der Kanarischen Inseln (IAC) in Spanien. 1997 übernahm sie die Leitung und Verwaltung des Physikinstituts der UFRGS. 2014 wurde sie zur emeritierten Professorin der UFRGS ernannt.
Pastoriza vertritt Brasilien im Internationalen Wissenschaftlichen Komitee der Gemini-Teleskope und ist Vertreterin Brasiliens im International Board of Directors des Southern Astrophysical Research Telescope. Sie ist Mitglied des Vorstands des Nationalen Observatoriums von Rio de Janeiro und Mitglied des Vorstands des Nationalen Astrophysiklabors von São Paulo.

## Forschung

### Sersic-Pastoriza-Galaxien
Während ihrer Promotion an der Nationalen Universität von Córdoba unter Leitung von Sersic entdeckte sie, dass die sogenannten „eigentümlichen Galaxienkerne“ aus Sternentstehungsringen bestanden, die hauptsächlich in Balkengalaxien beobachtet wurden. Die Beobachtungen führten Sérsic und Pastoriza mit dem 1,54-Meter-Teleskop des Observatorio Astronómico de Córdoba, das zu dieser Zeit eines der größten auf der Südhalbkugel war. Sérsic und  Pastoriza entdeckten, dass es in einem hohen Prozentsatz einer bestimmten Art von Galaxien große Bereiche aus ionisiertem Gas und Staub gibt, in denen aktiv Sterne entstehen, und dass diese Bereiche um die zentrale Region im Kern der Galaxie verteilt sind. Sie veröffentlichten ihre Entdeckung in einem Artikel Peculiar Nuclei of Galaxies, der einen internationalen Einfluss hatte, sodass dieser Galaxientyp als Sersic-Pastoriza-Galaxien oder SP-Galaxien bezeichnet wurde.

### Galaxien-Forschung
1970 stellte Pastoriza fest, dass das Spektrum der Galaxie NGC 1566 variabel ist, das bisher noch nie beobachtet worden war. Diese Variabilität weist darauf hin, dass sich der Kern einer Galaxie ständig weiterentwickelt und Sternentstehung stattfindet. Diese Aktivität würde zusammen mit anderen Phänomenen das mögliche Vorhandensein supermassereicher Schwarzer Löcher darin markieren. Die meisten ihrer Kollegen aus Córdoba glaubten nicht, dass dies möglich sei, und führten dies auf einen Fehler in den Beobachtungen zurück. Aus diesem Grund wurde diese Entdeckung erst fünf Jahre später veröffentlicht.
In Zusammenarbeit mit internationalen Forschern führte Pastoriza Arbeiten zur Lichtvariabilität in anderen Galaxien durch, die es ermöglichten, die Struktur und Größe der zentralen Regionen von Galaxien zu kartieren, in denen sich supermassereiche Schwarze Löcher befinden.
Von 1986 bis 1991 führte sie mehrere Beobachtungsmissionen am Cerro Tololo Inter-American Observatory (CTIO) in Chile durch und nahm die Forschung zur nuklearen Aktivität in Galaxien mit ihrer ersten Doktorandin Thaisa Storchi-Bergmann wieder auf. Am CTIO nahm sie an den ersten Beobachtungen der Supernova 1987A teil. Aufgrund dieser Arbeit war sie zusammen mit Bergmann Thema eines Artikels in der New York Times. Der wichtigste Beitrag dieser Zeit war die Entdeckung, dass die Kerne mäßig aktiver Galaxien reich an Metallen und im Verhältnis zur Sonnenhäufigkeit besonders reich an Stickstoff sind.
1995 begann sie mit der Untersuchung des interstellaren Mediums in elliptischen Galaxien, und leistete Pionierarbeit bei der Bestimmung der Masse der kalten und heißen Komponenten des interstellaren Mediums in diesen Galaxientypen. Mit dem Aufkommen großer Teleskope und neuer infrarotempfindlicher Detektoren begann sie im Jahr 2000 die systematische Untersuchung der Entstehungsmechanismen von Emissionslinien in aktiven Galaxienkernen und die Untersuchung der Sternpopulationen in dieser Art von Galaxien in diesem Spektralbereich.

## Auszeichnungen und Ehrungen
- 2007: Mitglied der Brasilianischen Akademie der Wissenschaften
- 2008: Comendadora da Ordem Nacional do Mérito Científico (Kommandeurin des Nationalen Ordens für wissenschaftliche Verdienste)[12]
- 2018: Ehrendoktor der Nationalen Universität von Córdoba[13][14]